# Tetraplaria simplex
Tetraplaria simplex är en mossdjursart som först beskrevs av James Barrie Kirkpatrick 1888b.  Tetraplaria simplex ingår i släktet Tetraplaria och familjen Tetraplariidae. Inga underarter finns listade i Catalogue of Life.